# Геза
Геза (мађ. Géza, 945. — 997.), шести по реду велики везир Мађара (владао је у периоду од пре 972. до 997). Прихватио је хришћанску веру и био је отац првог угарског краља Стефана I.

## Порекло
Геза је био син Такшоња, такође великог везира Мађара и печенешке принцезе. Геза се оженио са Шаролтом (Sarolt), ћерком Ђуле владара Ердеља. Из овог, унапред уговореног, брака родио се Стефан I, будући први краљ Угарске.

## Прихватање хришћанства
После смрти свога оца, 971. Такшоња из породице Арпада, Геза је наследио титулу великог везира и постао владар Мађара. Иако су у Банату и Ердељу већ били активни византијски мисионари, Геза је 973. упутио посланство које су чинили дванаесторица мађарских племенских старешина цару Отону I Великом да затраже мисионаре. Отон је угарско посланство примио на свом двору у Кведлинбургу и Гезини посланици затим су учествовали у раду Сталешке скупштине (Дијете) Светог римског царства. Убрзо су у Угарску упућени бенедиктанци, а латинска бискупија је основана у Веспрему. Недуго после тога Гезу је крстио бенедиктански фратар Бруно из манастира Свети Гален (Couvent de Saint-Gall). Гезино крштено име је постало Иштван (István).
Гезино прихватање хришћанства имало је велики симболични значај, али преобраћење није било искрено. Према историчару Титмару Мерсенбуршком, Геза је наставио да поштује старе богове и да им приноси жртве. Геза је, према Титмаровој хроници, изјавио да је он довољно богат да би могао да приноси жртве и старим боговима, а и новом хришћанском богу. Колико је утицај паганства у Мађарској још био јак у то време, показао је устанак пагана у источној Угарској под водством поглавице Копањија непосредно после Гезине смрти.

## Неуспело ширење на Запад
Када се баварски војвода Хајнрих II, побунио против малолетног цара Светог римског царства Отона III, Геза је то искористио и заузео Мелк, који је се налази у данашњој Аустрији. Већ после две године, 985. године, Мелк је Угрима одузео аустријски маркгроф Леполд I. Када је Хајнрих II 991. кренуо на Бечку котлину, Геза је морао да се повуче на територије западно од реке Лајте.

## Заоставштина
Геза је уговорио женидбу свога сина Вајка са Гизелом од Баварске, ћерком Хајнриха II. Геза је такође започео изградњу велике бенедиктанске опатије Панонхалма, која је данас под заштитом Унеска.

## Женидба и наследници
# пре 972.: Шаролта од Ердеља, ћерка Ђуле, владара Ердеља (? - после 997) 
- Јудит (? - после 988), жена будућег пољског краља Болеслава
- Маргит (? - после 988), жена будућег цара Бугарске Гаврила Радомира
- Вајк, по крштењу Стефан (967/969/975. - 15. август 1038)
- Ћерка (? - после 1026), жена венецијанског дужда Отона Орсела
- Гизела (? - ?), жена будућег краља мађарске Самуела Абе